# تشارلي ديفيس (لاعب كرة قدم أمريكية أمريكي)
تشارلي ديفيس (بالإنجليزية: Charlie Davis)‏ هو لاعب كرة قدم أمريكية أمريكي، ولد في 17 نوفمبر 1951 في ورتام في الولايات المتحدة.